# Saint-Caprais (Allier)
Saint-Caprais település Franciaországban, Allier megyében. Lakosainak száma 97 fő (2022. január 1.). Saint-Caprais Le Brethon, Hérisson, Louroux-Bourbonnais és Le Vilhain községekkel határos.

## Népesség
A település népessége az elmúlt években az alábbi módon változott:
| Lakosok száma | 225  | 125  | 112  | 91   | 84   | 87   | 90   | 90   | 89   | 97   |
|               | 1968 | 1982 | 1990 | 2006 | 2013 | 2015 | 2017 | 2019 | 2020 | 2022 |